# Herbert von Bomsdorff-Bergen
Ernst Theodor Herbert von Bomsdorff-Bergen (* 2. Juli 1876 in Reudnitz; † im 20. Jahrhundert) war ein deutscher Theaterregisseur und Schriftsteller.

## Leben und Wirken

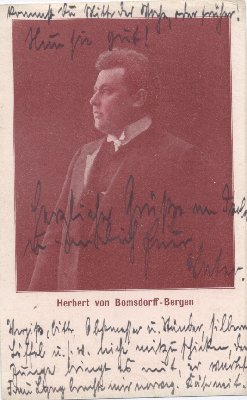
Bomsdorff-Bergen

Bomsdorff-Bergen wurde in Reudnitz als Sohn des Fabrikbesitzers Ernst Otto Robert von Bomsdorff und dessen Gattin Marie Ernestine Lina Forsbohm geboren. Er entstammte dem Niederlausitzer Uradelsgeschlecht von Bomsdorff.
Er war zunächst Opernsänger an der Dresdner Staatsoper, lebte zeitweilig als Opernsänger und Oberregisseur in Schweidnitz und Zürich und wurde dann Direktor des Kölner Residenz Theaters. Er wirkte zugleich als Schriftsteller, wobei er sich häufig mit esoterischen Themen befasste. Teilweise erschienen seine Bücher auch unter Pseudonymen (Christian Kreuz, Christian Schweizerkreuz). Später lebte er in Landshut.
1921 bis 1923 engagierte er sich in der Zürcher Freimaurerloge Libertas et Fraternitas, er trat jedoch bald aus und wurde Mitglied des gnostisch-katholischen Ordo Templi Orientis (OTO). Er veröffentlichte nun kritische Bücher und Artikel, u. a. in katholischen Zeitschriften, gegen Freimaurerei und Bibelforscherbewegung. Sein Buch Ein Welt-Betrug durch Zeichen, Wort und Griff, Freimaurertum als Volksschädling, veröffentlicht 1923 unter den Pseudonymen Christian Kreuz bzw. Christian Schweizerkreuz von der Zürcher Anti-Freimaurer-Zentrale, ist eine wirre antijüdisch-antimaurerische Kampfschrift, in der selbst gängige Verschwörungstheorien auf bizarre Weise noch übertroffen werden, indem beispielsweise das „Wunder an der Marne“ im Ersten Weltkrieg freimaurerischer Steuerung zugeschrieben wird; die Einbandillustration zeigt die Maske Kaiser Wilhelms I., hinter der ein Teufelskopf sichtbar wird.
Herbert von Bomsdorff-Bergen heiratete Emmy von Bomsdorff-Leibing, die Tochter eines Leipziger Verlagsbuchhändlers. Aus der später geschiedenen Ehe gingen die Tochter Hedi und der Sohn Hans Egon (* 1906) hervor. Am 2. Februar 1909 heiratete Bomsdorff-Bergen in Leuben die Witwe Auguste Hedwig Hecker geborene Vogt. Diese Ehe hielt jedoch ebenfalls nicht lange und wurde am 24. Mai 1912 geschieden. Bereits am 7. Dezember 1912 ging Bomsdorff-Bergen in Schweidnitz eine weitere Ehe ein, dieses Mal mit der Schauspielerin Rudolfine Maas. Auch diese Ehe wurde geschieden, jedoch erst am 16. Mai 1935.

## Publizistik
Was die Publizistik von Bomsdorff-Bergen anbelangt, haben zwei Aspekte eine weiter wirkende geschichtliche Bedeutung erlangt.

### Anti-Freimaurerei
Sein 1923 erschienenes Buch Ein Welt-Betrug ist anti-freimaurerisch orientiert. Im Naziregime wurden die Freimaurerlogen zur „Selbstauflösung“ genötigt (de facto ein Verbot). Diesen Umstand betreffend ist ein Kommentar des Bomsdorff-Bergen bekannt, publiziert in der antisemitischen Zeitschrift Der Weltkampf (August 1935, S. 231 f: Rechtsstaat und Geheimbünde, Von Herbert von Bomsdorff-Bergen).
In ihm meinte er die Leserschaft auch mit dem Satz belehren zu sollen:
„Die Idealisten und wertvollen Menschen, die Logenmitglieder waren, haben nichts verloren. Sie können froh sein, auf eine gute Art aus der Suggestion des jüdischen Ungeistes erlöst worden zu sein.“

### Anti-Bibelforscher-Agitation
Weitaus relevanter ist seine Rolle auf dem Felde seiner Anti-Bibelforscher-Agitation.
Wiederum unter seinem genannten Pseudonym publizierte er erstmals in der Ausgabe vom 18. Mai 1923 im Morgen. Katholisches Tagblatt der Schweiz (in Olten erschienen) einen Aufsatz, den er betitelte: „Sind die ernsten Bibelforscher wirklich so ‚harmlos‘ …?“. Ihm folgten noch weitere, ähnlich gelagerte Stellungnahmen. Im vorgenannten Buch, auf den Seiten 141–144, wurden sie dann erneut nachgedruckt.
Kernthese war dabei:
1919 erhielt er ein Schreiben eines amerikanischen Freimaurers „daß man in Freimaurerkreisen ein Interesse an der Arbeit der ‚Ernsten Bibelforscher‘ habe. – Ein großes sogar!“ Diese These verstärkte sich dann noch in einem weiteren Schreiben US-amerikanischer Freimaurer an ihn (vom 27. Dezember 1922), das auch den Satz enthielt: „Wir [die Freimaurer] geben ihnen viel Geld“.
Deutschnationalistische und kirchliche Gegner der Bibelforscher stützten sich dann auf diese These und machten ausgiebig von ihr Gebrauch.
Nicht Bomsdorff-Bergen, wohl aber andere Wiederkäuer jener These wurden deshalb auch vor Gericht gezogen. Mit am ausführlichsten dazu berichtete zeitgenössisch die Münchener Katholische Kirchenzeitung in ihrer Ausgabe vom 10. Mai 1925 (S. 224 f.). Diese Kirchenzeitung hat für ihre Berichterstattung, sowohl den Angeklagten Dr. Fehrmann, als auch Bomsdorff-Bergen, direkt kontaktiert und berichtet über ihre Stellungnahmen dieserhalb.
Ein wesentlicher Aspekt jenes Gerichtsverfahrens in St. Gallen war auch die Bestreitung einer Aktivlegitimation der klagenden Bibelforscher. Substanziell ging das Gericht deshalb auf die getätigten Vorhalte nicht ein. Es anerkannte lediglich, Fehrmann hat wiederholt, was andere ähnlich, ohne justiziable Folgen, davor auch schon sagten, und sprach Fehrmann für seine Vorladung vor Gericht, auch noch eine finanzielle Entschädigung, zu Lasten der Bibelforscher zu.
Relevant ist im Bericht der Münchener katholischen Kirchenzeitung auch der auf Seite 226 beginnende Abschnitt: „Der sogenannte ‚Widerruf‘ des Freimaurerbriefes.“ In ihm stellt Bomsdorff-Bergen (als Interviewter) es so dar: Sein Buchverleger habe sich hinter seinem Rücken und ohne seine Zustimmung, mit den Bibelforschern verglichen, als diese auch gegen den Buchverleger klagten. Zitat: „Ich habe mich in meinem Verleger arg getäuscht. Ich wußte nicht, daß er wiederholt vorbestraft war. Es kommt noch besser: Der Herr Verleger schloß mit dem Rechtsbeistand der sog. ‚Ernsten Bibelforscher‘ vor der Gerichtsverhandlung einen Vergleich, in dem er hinter dem Rücken des Autors den Inhalt jenes Briefes widerrief.“ Bomsdorff-Bergen notiert auch, die Gerichtskosten jener Vergleichs-Vereinbarung seien von den Bibelforschern übernommen worden.
Es wäre vielleicht interessanter gewesen, hätte Bomsdorff-Bergen selber den Wahrheitsbeweis seiner Anschuldigungen vor Gericht vortragen müssen. Seine Bereitschaft dazu hatte er in Artikeln im Morgen auch ausdrücklich erklärt. Da es dann aber vorgenannten Vergleich gab, ist es nie mehr zu einer justiziablen weiteren Aufrollung der Sache gekommen.

## Werke (Auswahl)
- Ein Kompass zur Menschenkenntnis, mit Uve Jens Kruse (Pseudonym des Broder Christiansen), 1922, Felsen-Verlag, Buchenbach-Baden.[4]
- Der Wahrheit bunte Erdenkleider, 1931, Verlag Adolf Klein, Leipzig.
- Allvaters Volk, Ein Sang von deutscher Not und deutscher Kraft; Bühnenspiel in 4 Akten; Musik von Max Büttner.
- Revelabitur gloria Domini!, mit Max Büttner (Musik), Verlag Adolf Klein, Leipzig 1931.
- Karl Mays Kulturbedeutung, Aufsatz im Karl-May-Jahrbuch 1931, S. 445–451.
- Karl May, der Mensch und der Künstler, Aufsatz im Karl-May-Jahrbuch 1932, S. 440.

## Belege
1. 1 2  Standesamt Leuben: Eheregister. Nr. 4/1909.
2. 1 2  Standesamt Schweidnitz: Eheregister. Nr. 173/1912.
3. ↑  Manfred Gebhard: Geschichte der Zeugen Jehovas. Mit Schwerpunkt der deutschen Geschichte. Online-Ress. Auflage. Selbstverlag, Berlin 1999, ISBN 3-89811-217-9, S. 142 (google.de [abgerufen am 5. März 2023]).
4. ↑  Börsenverein der Deutschen Buchhändler zu Leipzig (Hrsg.): Wöchentliches Verzeichnis der erschienenen und der vorbereiteten Neuigkeiten des deutschen Buchhandels 1923. 1. Auflage. Nr. 5, 8. Philosophie. Eigenverlag, Leipzig 1923, S. 244 (google.de [abgerufen am 5. März 2023]).

| Personendaten    | Personendaten                                 |
| ---------------- | --------------------------------------------- |
| NAME             | Bomsdorff-Bergen, Herbert von                 |
| ALTERNATIVNAMEN  | Bomsdorff, Ernst Theodor Herbert von          |
| KURZBESCHREIBUNG | deutscher Theaterregisseur und Schriftsteller |
| GEBURTSDATUM     | 2. Juli 1876                                  |
| GEBURTSORT       | Reudnitz (Leipzig)                            |
| STERBEDATUM      | 20. Jahrhundert                               |